# NEOGEO mini
NEOGEO mini (ネオジオ ミニ)為SNK於2018年7月24日發售的家用遊戲機。

## 概要
SNK做為創社40周年紀念的特製遊戲機，收錄1990年發售的遊戲機「NEOGEO」上的40款遊戲（日本國內版與國際版有部分收錄的遊戲不同），並附有隨時存檔的功能。
本體大小如同攜帶型遊戲機一般（長13.5cm，寬10.8cm，高16.2cm），內建3.5吋液晶顯示器，控制器方面為如同街機版本的搖桿與四個按鈕（A、B、C、D），並加上START與SELECT按鈕。
可使用另售的HDMI纜線連上外接顯示器進行遊玩，兩側也可外接另售的專用控制器。

## 收錄的遊戲
- 《拳皇'95》
- 《拳皇'97》
- 《拳皇'98》
- 《拳皇2000》
- 《拳皇2002》
- 《侍魂：天草降臨》
- 《真侍魂：霸王丸地獄變》
- 《侍魂：零SPECIAL》
- 《餓狼傳說SPECIAL》
- 《REAL BOUT 餓狼傳說》
- 《餓狼 群狼之證》
- 《World Heroes Perfect》
- 《風雲 SUPER TAG BATTLE》
- 《龍虎之拳》
- 《月華劍士第二幕》
- 《NINJA MASTER'S〜霸王忍法帖〜》
- 《怪獸之王2》
- 《SHOCK TROOPERS 2nd Squad》
- 《 (Metal Slug)》
- 《 (Metal Slug) 2》
- 《 (Metal Slug) 3》
- 《戰國傳承2001》
- 《BLAZING STAR》
- 《Top Player's Golf》
- 《JOYJOYKID》
- 《Super Sidekicks》

### 日本國內版限定收錄
- 《拳皇'94》
- 《拳皇'96》
- 《拳皇'99》
- 《拳皇2001》
- 《拳皇2003》
- 《REAL BOUT 餓狼傳說2 THE NEWCOMERS》
- 《月華劍士》
- 《AGGRESSORS OF DARK KOMBAT》
- 《TOP HUNTER: Roddy & Cathy》
- 《Ninja Commando》
- 《Burning Fight》
- 《Cyber-Lip》
- 《ASOII -LAST GUARDIAN-》
- 《Twinkle Star Sprites》

### 國際版限定收錄
- 《 (Metal Slug) 4》
- 《 (Metal Slug) 5》
- 《 (Metal Slug) X》
- 《怪獸之王》
- 《SHOCK TROOPERS》
- 《Magician Lord》
- 《RAGUY》
- 《Robo Army》
- 《Crossed Swords》
- 《MUTATION NATION》
- 《FIRE SUPLEX》
- 《LAST RESORT》
- 《Ghost Pilots》
- 《Football Frenzy》

## 外部連結
- NEOGEO mini官方網站（页面存档备份，存于）